# Liste der Monuments historiques in La Vallée (Charente-Maritime)
Die Liste der Monuments historiques in La Vallée (Charente-Maritime) führt die Monuments historiques in der französischen Gemeinde La Vallée auf.

## Liste der Bauwerke
| Bezeichnung               | Beschreibung              | Standort               | Kennzeichnung | Schutzstatus | Datum | Bild           |
| ------------------------- | ------------------------- | ---------------------- | ------------- | ------------ | ----- | -------------- |
| Kirche St-Vivien          | Erbaut im 12. Jahrhundert | (Lage)                 | PA00105291    | Inscrit      | 1926  | weitere Bilder |
| Dolmen de la Pierre Levée |                           | La Pierre Levée (Lage) | PA00105290    | Classé       | 1938  | weitere Bilder |

## Liste der Objekte
| Bezeichnung                                 | Beschreibung                    | Standort                       | Kennzeichnung | Schutzstatus | Datum | Bild |
| ------------------------------------------- | ------------------------------- | ------------------------------ | ------------- | ------------ | ----- | ---- |
| Gemälde La Sainte famille à la fleur de lys | 18. Jahrhundert                 | in der Kirche St-Vivien (Lage) | PM17001281    | Inscrit      | 1981  |      |
| Altar und Tabernakel                        | Holz und Stein, 18. Jahrhundert | in der Kirche St-Vivien (Lage) | PM17001280    | Inscrit      | 1981  |      |